# Diamesa mendotae
Diamesa mendotae är en tvåvingeart som beskrevs av Richard Anthony Muttkowski 1915. Diamesa mendotae ingår i släktet Diamesa och familjen fjädermyggor. Inga underarter finns listade i Catalogue of Life.